# Nira Pereg
Nira Pereg (hebräisch נירה פרג; geb. 1969 in Tel Aviv, Israel) ist eine international bekannte Videokünstlerin. Sie lebt in Tel Aviv und unterrichtet als außerordentliche Professorin Bildende Kunst am Shenkar College of Engineering, Design and Art in Ramat Gan, Israel.

## Leben und Arbeit
Nira Pereg wurde 1969 in Tel Aviv, Israel, geboren. Während der 1990er Jahre (1989–1993) studierte sie Kunst an der Academy of Art and Science (Cooper Union) in New York City und schloss mit einem Bachelor of Fine Arts ab. Nach ihrer Rückkehr nach Israel setzte sie ihr Studium an der Bezalel Academy of Arts and Design in Jerusalem fort und erwarb dort ihren Masterabschluss.
Peregs Videoarbeiten wurden weltweit in Gruppenausstellungen gezeigt, darunter auf den Videokunst-Biennalen von Tel Aviv (2002) und Lissabon (2003), auf dem ersten TransChina Video Festival in Peking (2003), in der Tokyo Gallery in Tokyo, Japan, im Israel Center of Digital Art (Holon) sowie auf dem Berliner Medienkunstfestival Transmediale (2005). Sie nahm auch an internationalen Kunstveranstaltungen wie der Shanghai Biennale of Art (2012), der Sao Paulo Biennale of Art (2012), der Architekturbiennale in Venedig (2018) sowie an der La Biennale di Venezia 2013 und 2018 teil.
Ihre Werke sind in den Sammlungen zahlreicher Museen zu finden, darunter Centre Pompidou in Paris, MoMA PS1 in New York, Hirshhorn Museum in Washington, Tel Aviv Museum of Art, Israel Museum Jerusalem und Los Angeles International Airport (LAX). 2023 hatte sie eine Einzelausstellung in der Tate Modern in London.
Auch in Deutschland waren Peregs Videoarbeiten zu sehen, unter anderem an der Hochschule der Künste (HDK) in Berlin, am KW Institute for Contemporary Art in Berlin, im Zentrum für Kunst und Medien (ZKM) 2006 in Karlsruhe, im Museum Folkwang in Essen sowie im Haus der Kunst in München.
Nira Pereg ist auch in der Lehre tätig. Sie unterrichtete Bildende Kunst: an der Haifa University, Art Department und am Beit Berl College, School of Engineering and Design, Midrasha LeOmanut in Israel. Im Jahr 2013 hatte sie eine Gastprofessur am ZKM in Karlsruhe inne. Aktuell lehrt sie als außerordentliche Professorin am Shenkar College of Engineering, Design and Art in Ramat Gan, Israel.

## Themen und Inhalte
Peregs Mehrkanal-Videoinstallationen beschäftigen sich oft mit politischen und spirituellen Themen ihres Heimatlandes Israel. Dabei erforscht sie das komplexe Regelwerk zwischen jüdischen und muslimischen Gemeinden, das die Bürokratie der Besatzung widerspiegelt. Ihre Kunstwerke enthüllen und hinterfragen menschliche Verhaltensmuster und untersuchen die sozialen Auswirkungen von Machtstrukturen und religiösen Riten. Viele ihrer Arbeiten dokumentieren Rituale und Zeremonien, die die Beziehungen zwischen Individuum und Gemeinschaft sowie zwischen Kunstobjekt, Erzählung und Betrachter bestimmen.
Einige Videoinstallationen:

### Video: „Abraham Abraham Sarah Sarah“
In dieser Zweikanal-Installation Installation konfrontiert Pereg auf zwei gegenüberliegenden Wänden zwei Lebenswelten, sie sich sehr ähneln. Man sieht auf beiden Seiten Männern zu, die Möbel, heilige Schriften und sakrale Gerätschaften aus einer heiligen Felsenhöhle in Hebron ein und wieder ausräumen. Die Höhle des Patriarchen (für Muslime: die Ibrahimi-Moschee) steht unter israelischer Kontrolle. Nur wenige Tage im Jahr dürfen Juden und Muslime den Ort abwechselnd für sich allein beanspruchen. Dafür haben sie jeweils 24 Stunden Zeit und werden dabei von Polizisten überwacht. Was die beiden Gruppen eint – ihre Suche nach religiöser Transzendenz – spaltet sie zugleich.

### Video: „The Right to Clean“ (2015–2016)
Pereg filmte fünf Jahre lang die heiligste Stätte des Christentums: das Heilige Grab. In ihrer Installation vermeidet sie Offensichtliches und Vertrautes. Die Kamera sucht ungewöhnliche Blickwinkel und fängt Details ein, die von der Öffentlichkeit leicht übersehen werden. Der Name der Ausstellung spielt auf die komplizierte Aufteilung des Geländes zwischen den verschiedenen christlichen Konfessionen an, die das Ergebnis jahrhundertelanger Willkürakte, kleiner Streitigkeiten und internationaler Kriege ist. Heute ist keine Verletzung des Status quo erlaubt – nicht einmal, wenn es darum geht, das Gelände zu reinigen.

### Video: „Sabbath“ (2008)
Pereg zeigt, wie das religiöse Leben in Israel das städtische Alltagsleben beeinflusst. Ein ultraorthodoxes Viertel in Jerusalem wird am Vorabend des Sabbats geschlossen. Für 24 Stunden errichten die Anwohner Straßensperren, um ihren religiösen Ruhetag zu feiern. Doch die Durchsetzung der Regel führt nicht zur ersehnten spirituellen Einheit, sondern spaltet die Menschen, indem sie die Stadt in einen säkularen und einen sakralen Teil aufteilt.

## Werke (Auswahl)
Nira Pereg hat aktuell 44 Videoarbeiten veröffentlicht, darunter sind folgende Werke:
- Souvenir (2004–2005), Zweikanal-Installation, Tel Aviv Jaffa[21]
- Shabbat (2008), Ein-Kanal, Israel[22]
- Kept Alive Monograph. Tel-Aviv (2011), Tel Aviv Museum of Art. ISBN 978-9-659-17060-9.
- All This Can Be Reconstructed Elsewhere (2013), Tel Aviv: The Center for Contemporary Art (CCA). ISBN 978-9-657-46318-5.
- Abraham Abraham Sarah Sarah (2014), Paris: Musée d’Art et d’Histoire du Judaïsme.
- Ishmael (2014–2015), Drei-Kanal-Video-Installation[23]
- The Right to Clean (2015–2016), Solo-Ausstellung, Multikanal-Installation im Ticho House, The Israel Museum Jerusalem[24]
- This Red Stuff (2017), Fünf-Kanal-Installation[25]

## Ausstellungen
- 2004: Canicule, Braverman Gallery, Tel-Aviv[26]
- 2007: Roundabout, Braverman Gallery, Tel-Aviv[27]
- 2007: Rites and Rituals, Herzliya Museum of Contemporary Art, Herzliya, Israel[28]
- 2009: Sabbath 2008, Edith-Russ Haus für Medienkunst, Oldenburg[29]
- 2010: Kept Alive, Shoshana Wayne Gallery, L.A., California, USA
- 2010: Sabbath 2008, Santa Monica Museum of Art, Los Angeles[30]
- 2010: Tel-Aviv Museum of Art – Winner of the Nathan Gottesdiener Foundation, Tel-Aviv, Israel[31]
- 2010: LOOP Barcelona, Video-Art Fair, Barcelona[32]
- 2011: Sabbath, Chiado Museum, Lissabon[33]
- 2011: Black Box Series, Hirshhorn Museum and Sculpture Garden, Smithsonian Institution, Washington D.C.[34]
- 2012: Kept Alive, Kunsthalle Düsseldorf, Düsseldorf[35]
- 2013: Abraham & Sarah, Weatherspoon Art Museum, North Carolina[36]
- 2013 67 Bows, Museum Ein Harod, Kibuzz Ein Harod, Israel[37]
- 2013: All This Can Be Reconstructed Elsewhere, CCA - The Center for Contemporary Art, Tel Aviv[38]
- 2013: Aichi Triennale, Aichi, Japan[39]
- 2014: Abraham Abraham & Sarah Sarah, Musée d’art et d’histoire du Judaïsme, Paris[40]
- 2015: Ishmael, Art Basel, Feature Section, Basel[41]
- 2015: Rights and Rites, Rose Art Museum, Boston[42]
- 2015: The Right to Clean, Israel Museum Ticho House, Jerusalem[11]
- 2017: This Red Red Stuff, Kunsthalle Darmstadt, Darmstadt[25]
- 2018: Melt Away Before You or I Can’t Believe it's Not Battle!, Laxart, Los Angeles[43]
- 2021: Twilight Zones, Braverman Gallery, Tel Aviv[44]
- 2022: The Script Remains the Same, DEPO, Istanbul[45]
- 2023: Abraham Abraham Sarah Sarah, Tate Modern, London[46]
- 2024: Abraham Abraham Sarah Sarah, Kestner Gesellschaft, Hannover[1]

## Auszeichnungen
- 2000: Artist-in-residence, The Center for Contemporary Art, Tel Aviv[47]
- 2003: Scholarship, The Cité Internationale des Arts, Paris[47]
- 2006: Prize for the Encouragement of Creative Art, Ministry of Science, Culture and Sport[47]
- 2009: Artist-in-residence, International Aux Recollets, Paris[47]
- 2010: Nathan Gottesdiener Foundation Israeli Art Prize’s, Tel-Aviv[31]
- 2012: Prize in Visual Arts, Ministry of Culture and Sport[47]
- 2013: Maratier Prize, Musée d’art et d’histoire du Judaïsme, Paris[48]
- 2016: Prize for a senior Video Artist, Ministry of Culture and Sport[47]

## Sammlungen
- Tate Modern, London, UK
- National Gallery of Canada, Ottawa, Kanada[49]
- Centre Georges Pompidou,[8] Paris, France